# Prothema ochraceosignata
Prothema ochraceosignata är en skalbaggsart som beskrevs av Maurice Pic 1915. Prothema ochraceosignata ingår i släktet Prothema och familjen långhorningar.
Artens utbredningsområde är Taiwan. Inga underarter finns listade i Catalogue of Life.